# Prom King, 2010
Pour plus de détails, voir Fiche technique et Distribution.
Prom King, 2010 est un film américain réalisé par Christopher Schaap, sorti en 2017.

## Synopsis
À New York, un jeune étudiant homosexuel fait des rencontres amoureuses mais est en quête d'un idéal romantique tiré des classiques du film hollywoodien.

## Fiche technique
- Titre : Prom King, 2010
- Réalisation : Christopher Schaap
- Scénario : Christopher Schaap
- Musique : Dylan Payne
- Photographie : Aitor Mendilibar et Ari Rothschild
- Montage : Nikolai Metin
- Production : Isabella Jackson
- Pays de production:  États-Unis
- Genre : Comédie romantique
- Durée : 96 minutes
- Dates de sortie : 
  - États-Unis : 3 mars 2017 (Cinequest Film Festival)
  - France : 2017

## Distribution
- Julia Weldon : Jules
- Justin L. Wilson : le bear
- Mikaela Izquierdo : la femme
- Richard Brundage : le père
- Aaron Luis Profumo : Hank
- Jake Murphy : le twink
- Ryan Wesen : l'homme
- Christopher Schaap : Charlie
- Tyler Austin : Aaron
- Frans Dam : Ford
- Therese Barbato : l'amie de Caroline
- Nicole Wood : Grace
- Matthew E. Brown : Ben
- Emily Nash : le deuxième cousin
- Laura Dowling Shea : tante Val
- Cristina Vázquez de Mercado : Renée
- Brianna Logan : Caroline
- Jack Caleb : Charlie jeune
- Nora Kennedy : Clea
- Philip O'Gorman : le daddy argenté
- Rosanne Rubino : la mère
- James Ryan Caldwell : la fée
- Noah Spinar : Matthew
- David Siciliano : David
- Matthew Luke Sandoval : l'étranger
- Mark Lee : Finley
- Olivia McGiff : le premier Cousin
- Alexander Bianchi : l'amant délicat
- Sara Kohler : Alexa
- Adam Lee Brown : Thomas
- Lionel Thomas : l'amant sensuel
- Isabella Jackson : Shanice

## Distinctions
Le film a été présentés dans nombreux festivals du film LGBT et a reçu l'Iris Prize du meilleur long métrage, le prix New Vision au Cinequest Film & Creativity Festival et l'Alternative Spirit Award au festival international du film de Rhode Island.